# Ghiacciaio Hampton
Il ghiacciaio Hampton è un ghiacciaio lungo circa 46 km e largo 9, situato sull'isola Alessandro I, al largo della costa della Terra di Palmer, in Antartide. Il ghiacciaio si trova in particolare sulla costa nord-orientale dell'isola, dove fluisce verso nord, scorrendo tra i monti Huckle e Spivey, nella dorsale Douglas, a est, e gli altopiani di Elgar e il monte Cupola, a ovest, fino entrare nella baia di Šokal'skij, quasi perpendicolarmente al ghiacciaio Moran.

## Storia
Il ghiacciaio Hampton è stato grossolanamente mappato grazie a una ricognizione effettuata nel 1937, durante la spedizione britannica nella Terra di Graham, comandata da John Rymill, ed è stato poi oggetto di un'altra ricognizione effettuata nel 1948 da parte del British Antarctic Survey (al tempo ancora chiamato "Falkland Islands Dependencies Survey", FIDS). In seguito il ghiacciaio è stato così battezzato dal Comitato britannico per i toponimi antartici in onore di Wilfred E. Hampton, il pilota che effettuò la sopraccitata ricognizione del 1937.